# Cattedrale dei Santi Giacomo e Cristoforo
La cattedrale dei Santi Giacomo e Cristoforo (in greco Καθεδρικός Ναός Αγίου Χριστοφόρου και Ιακώβου?) si trova a Corfù, in Grecia, ed è la cattedrale dell'arcidiocesi di Corfù, Zante e Cefalonia.

## Storia e descrizione
La nuova cattedrale cattolica è stata consacrata il 31 dicembre 1553 dall'arcivescovo latino Iakovos Cocco e ristrutturata nel 1658.
La cattedrale è stata poi distrutta completamente dai tedeschi durante la seconda guerra mondiale la notte del 13 settembre 1943. La ricostruzione si è conclusa nel 1970.
Oggi la chiesa ha una navata con sei cappelle. L'altare centrale è dominato dal Cristo crocifisso. A sinistra si trovano tre cappelle dedicate rispettivamente a Cristo Re dell'Universo, la Madonna della salute, con l'omonima icona, e Santa Teresa di Lisieux. A destra altre tre cappelle dedicate ai Santi Spyridon e Arsenio, l'Immacolata Concezione di Maria e il Mistero dell'Eucaristia. 
Nella chiesa sono conservati anche alcuni pregevoli dipinti ecclesiastici e monumenti funerari.